# 대한민국 민법 제33조
대한민국 민법 제33조는 법인설립의 등기에 대한 민법총칙상 조문이다. 법인은 자연인과 달리 물리적으로 존재하지 않기 때문에 법인의 실체를 명확히 하여 거래 안전을 확보하고, 제3자가 법인의 존재를 공적으로 확인하도록 설립등기를 필수로 한다.

## 조문
제33조(법인설립의 등기) 법인은 그 주된 사무소의 소재지에서 설립등기를 함으로써 성립한다.

第33條(法人設立의 登記) 法人은 그 主된 事務所의 所在地에서 設立登記를 함으로써 成立한다.

Article 33 Registration of Incorporation of Juristic Person
The juristic person is incorporated by registration in the principal place of business.

## 판례
- 사단법인은 설립등기를 함으로써 성립한다[1]
- 비영리법인은 학술, 종교, 자선, 기여, 사교 기타 영리 아닌 사업을 목적으로 하는 사단 또는 재단으로, 주무관청의 허가를 얻은 다음 설립등기를 함으로써 비로소 성립하게 된다[2]
- 한편 생협법에 의하여 생협조합에 준용되는 민법 제33조는 법인은 그 주된 사무소의 소재지에서 설립등기를 함으로써 성립한다고 규정한다[3]

## 참고 문헌
- 오현수, 일본민법, 진원사, 2014. ISBN 978-89-6346-345-2
- 오세경, 대법전, 법전출판사 , 2014 ISBN 978-89-262-1027-7
- 이준현 , LOGOS 민법 조문판례집, 미래가치, 2015. ISBN 979-1-155-02086-9